# Handan Sultan
Valide Handan Sultan (turcă otomană خندان سلطان; Handan însemnând „zâmbitor” în limba persană, n. 1565 – d. 9 noiembrie 1605) a fost consoartă a sultanului otoman Mehmed a a III-lea, mamă a Sultanului Ahmet I și sultană-mamă a Imperiului Otoman. 
Handan s-a născut în regiunea de vest a Bosniei, în orașul Vražić. A fost adusă la curtea imperială otomană în urma unei invazii a tătarilor în această regiune. La vârsta de 16 de ani îl naște pe prințul Ahmet, viitorul sultan al Imperiului otoman. 
Sultanul Mehmed al III-lea nu i-a oferit titlul de "Haseki" deoarece iubirea dintre cei doi nu a fost foarte remarcabilă, Handan rămânând o simplă concubină, fără un statut social foarte ridicat. Neliniștea lui Handan era provocată de către celelalte concubine din harem care treceau prin patul sultanului, însă, principala problemă era rivala sa, sultana Halime, o femeie cu 2 ani mai mică decât ea, dar care a primit rangul de "Haseki", lucru care a supărat-o grav pe Handan.
A fost Valide Sultan pentru fiul ei pentru o perioadă de doar 2 ani deoarece a murit din cauza unei boli de stomac în propia odaie în noiembrie 1605. A fost înmormântată în Moscheea Albastră din Istanbul.